# 馬野雅行
馬野 雅行（うまの まさゆき、1965年7月12日 - ）は、日本のフリーアナウンサー。元毎日放送（MBS）アナウンサー（総合編成局アナウンス担当局長）。

## 来歴・人物
東京都品川区の出身で、東京都立三田高等学校を卒業。『ニッポン放送ショウアップナイター』などで深澤弘（当時は同局のスポーツアナウンサー）のプロ野球実況を聴いたことをきっかけに、アナウンサーへの道を志す。
日本大学芸術学部への在学中に、日本テレビスポーツ部のアルバイトでプロ野球中継のビデオ再生業務を担当。その縁で、徳光和夫とも関わりがあった。
大学卒業後の1989年に、アナウンサーとして毎日放送へ入社。同期入社のアナウンサーに来栖正之、テレビプロデューサーで東京支社制作部チーフプロデューサーの越智暁がいる。
毎日放送へ入社後は、スポーツ中継の実況・リポーターを担当するかたわら、テレビ・ラジオの報道番組にも出演。同局が制作に協力した「阪神タイガースオリジナルDVDブック 猛虎烈伝」では、先輩アナウンサーの森本栄浩とともに、DVD映像のナレーションを務めている。また、バレーボールC級審判員の資格を有する。入社2年目の1990年には、毎日放送千里丘放送センター（旧本社）では最後のラジオニュース（8月31日の『毎日ニュース』最終版）と、現在の本社（大阪市北区茶屋町）では最初のラジオニュース（9月1日早朝の『毎日ニュース』）を担当 した。
1994年9月から1997年9月までの3年間は、平日夕方のニュース番組『MBSナウ』のキャスターを担当。後継番組の『VOICE』でも、2006年4月から2009年3月までの3年間にわたって、メインキャスターを務めていた。いずれの番組も、スポーツアナウンサーとしての活動と並行させていた関係で、担当日は週2～3日であった。
『MBSナウ』キャスター時代の1994年9月4日には、MBSテレビで放送された関西国際空港の開港記念特別番組で、一番機（グアム便）離陸の瞬間を実況。1995年1月17日に発生した阪神・淡路大震災では、発生当日の昼から夜まで、MBSテレビでJNN報道特別番組のメインキャスターを担当。放送中にたびたび起こった余震の様子を的確に伝えたほか、同日午後に回線トラブルからネット出し回線が途切れた際も冷静に対応した。
スポーツ中継・報道以外の番組では、「西日本一の鉄道アナ」「レールウェイ・パーソナリティ」「レールウェイ・ジャーナリスト」を自認するほどの鉄道ファンとして有名（後述）。
MBSテレビ制作の全国ネット番組『情熱大陸』では、2013年の放送から、提供クレジットに馬野のアナウンス音源が使われている。また、後輩アナウンサーの松井愛と共に、松田聖子の熱烈なファンであることを公言。学生時代に松田の主演映画「野菊の墓」の一般公募オーディションを受けていたほか、毎日放送への入社後は、パーソナリティを務めるラジオ番組（『あどりぶラヂオ』など）で松田の楽曲だけを流すこともある。
その一方で、近年はアナウンサーの管理業務にも従事。アナウンス部のデスク、局次長、マネジャーを経て、2019年6月の人事異動でアナウンス部長へ就任した（関岡香の後任）。
毎日放送は1959年3月1日（当時の社名は「新日本放送」）からテレビ放送事業とラジオ放送事業を兼営してきたが、2021年4月1日付でラジオ放送事業を株式会社MBSラジオに移管。このため馬野は、テレビ・ラジオ兼営体制下で最後のアナウンス部長になった。なお、MBSラジオが制作する番組には、同日以降も「MBSアナウンサー」として出演を継続。また、兼営局時代から所属するアナウンスセンターが新設の「総合編成局」へ組み込まれたことに伴って、2022年6月まで初代のアナウンスセンター長を兼務していた。
2022年7月1日付で、アナウンス職のまま総合編成局のアナウンサー担当局長に就任。その一方で、正社員としての定年（60歳）を2025年に控えていることを背景に、2024年9月14日に『MBSベースボールパーク』（MBSラジオ）で放送された阪神タイガース対広島東洋カープ（阪神甲子園球場）デーゲーム中継をもって（テレビを含めた）野球中継の実況担当を退いた。本人によれば、「（2025年のレギュラー）シーズンの途中で（定年を迎える直前に実況を終えること）は中途半端になるので、『2024年シーズンで最後にしよう』と決めた」とのことで、ゴルフ中継も2001年から担当していたダンロップフェニックストーナメントテレビ中継のメイン実況を2023年限りで勇退し、毎日放送グループの他番組におけるアナウンス業務・後進（後輩アナウンサー）の指導などは定年まで続ける予定となっていた。
しかし、定年退職を控えて働き方を考えていた時に東京のニッポン放送からの誘いも受けたことなどから、2025年7月の定年退職を待たずに同年3月末でMBSを退職しフリーアナウンサーへ転向することを決意。拠点も東京に移し新たにニッポン放送の野球中継『ショウアップナイター』実況陣に加入することとなった。ニッポン放送でも、『RCCカープナイター』（中国放送）など系列局からの委託制作分の実況を担当する事がある。

### スポーツ実況
プロ野球では、テレビ・ラジオとも、長年にわたって阪神タイガースの公式戦を中心に実況やベンチリポーターを担当。『VOICE』で月～水曜日のメインキャスターを務めた時期にも、木～日曜日の中継に登場していた。
2002年にTBS系列で長居スタジアムからサッカー・キリンチャレンジカップ（日本代表×ウクライナ代表を中継した際には、日本代表サイドのリポーターを担当。2001年から2023年までは男子ゴルフの「インターナショナルツアー・ダンロップフェニックストーナメント｣を担当。毎日放送がJNN系列全国ネット向けのテレビ中継を制作していた関係で、2004年の中継のメイン実況担当としてタイガー・ウッズの日本ツアー初優勝の瞬間を伝えた。また、4期先輩の森本栄浩と同様に、バレーボールの実況も随時担当。2002年アジア競技大会では、日本国内でのテレビ中継権をTBSテレビが保有していた関係で、毎日放送を代表して開催地の釜山へ派遣されると、バレーボール中継の実況を任された。
選抜高等学校野球大会では、入社1年目の終盤に当たる1990年の第62回大会1回戦（高松商業対鳥取西戦）のラジオ中継で実況デビュー。テレビ中継では、翌1991年の第63回大会1回戦（大阪桐蔭対仙台育英戦）で実況を初めて任されたばかりか、大阪桐蔭の和田友貴彦投手によるノーヒットノーラン達成の瞬間を伝えている。本人が後年述懐したところによれば、「（選抜高校野球でのテレビ中継における）初戦で、（大会史上10人目のノーヒットノーラン達成の瞬間を目の当たりにしたことによって）運を使い果たしたかも知れない」とのことで、プロ野球中継ではリーグ優勝や日本シリーズの制覇が決まる瞬間を実況するまでに至らなかった。
2006年10月21日には、昼間にマスターズゴルフ倶楽部（兵庫県三木市）で女子プロゴルフ（マスターズGCレディース予選）のテレビ実況を担当してから、ナゴヤドームに移動。プロ野球日本シリーズ・第1戦（ナイトゲーム）のラジオ中継で、6回表から試合終了まで実況を務めた（試合開始から5回裏までは当時同僚だった仙田和吉が実況）。翌22日には、同ゴルフ倶楽部に戻ったうえで、マスターズGCレディース決勝のテレビ中継で実況を務めている。
さらに、毎日放送グループ（MBSテレビ・ラジオ・GAORA）が「with Tigers」キャンペーンの一環で協賛していた阪神主催公式戦の地上波テレビ・ラジオ・CS同時中継（阪神甲子園球場）では、2013年4月13日（対横浜DeNAベイスターズ戦）でGAORA（CS）中継分、2015年4月19日（対読売ジャイアンツ戦）でMBSテレビ（地上波）中継分の実況を担当した。
毎日放送アナウンス部長在任中の2020年には、テレビ・ラジオ中継とも実況の機会を減らしていたが、仙田が翌2021年3月で退職してからは実況を徐々に再開していた。しかし、前述した自身の意向から、野球実況については2024年9月14日の阪神対広島戦（甲子園）ラジオ中継（解説：亀山つとむ、ベンチリポート：川地洋平）をもって担当を終了。阪神が同点で迎えた9回裏2死1・3塁から中野拓夢の適時打でサヨナラ勝ちを収めたシーンを伝えることによって、36年にわたる野球実況のキャリアに幕を下ろした。奇しくも、当日は阪神による2023年のセントラル・リーグ優勝決定試合（甲子園球場での対読売ジャイアンツ戦）から丸1年に当たっていて、この試合では中野が「阪神の二塁手」としてウイニングボールを捕っていた。

### 世界陸上での活動
TBS制作の世界陸上中継では、2001年カナダ大会と2003年パリ大会に、毎日放送を代表する形で参加。砲丸投・円盤投・ハンマー投・やり投の実況を担当した。
地元・大阪で2007年に開催された世界陸上大阪大会では、『VOICE』のキャスターとプロ野球の実況を担当していた関係で、実況に加われなかった。ただし、『VOICE』が放送されない9月2日（日曜日）の閉会式では、会場（長居スタジアム）で司会を務めた。

### 鉄道ファン
中学生時代の1980年に、小田急電鉄の「アユ電」（毎年6月1日に行われる鮎漁の解禁に合わせて前日の5月31日の深夜に運転された列車）に関する取材記事を雑誌『鉄道ファン』へ寄稿するなど、根っからの鉄道ファンである。関西では「鉄道ファンのアナウンサー」として知られている。
毎日放送へ入社後は、ニュース原稿で使われていた「鉄道マニア」という表現を、報道局に直訴して「鉄道ファン」に変えさせた。以降のMBSニュースでは、テレビ・ラジオとも「鉄道マニア」という表現を使わなくなった。
もっとも、馬野自身は毎日放送への入社当初、鉄道ファンであることをあえて公にしなかった。鉄道ファンに対する風当たりが現在以上に強かった当時の風潮に配慮していたとのことで、当時の先輩アナウンサーで鉄道ファンの子守康範との間で、ひそかに鉄道談義を繰り広げる程度にとどめていたという。しかし、『あどりぶランド』（当時放送されていたアナウンサー総出演のテレビ番組）の鉄道関連ロケで、鉄道に詳しくないにもかかわらず取材を任されたアナウンサーの（馬野や子守のような鉄道ファンにとって）要領を得ない報告に接したことから、子守と揃って一念発起。鉄道ファンであることを出演番組で打ち出すとともに、鉄道関連の取材を一手に引き受けるようになったという。
ちなみに、子守のフリーアナウンサー転身後（2004年5月30日）にMBSラジオで放送された『月極ラジオ』でも、子守との間で熱い鉄道談義を展開。その内容が鉄道ファンの共感を呼んだうえに、リスナーの反応も良かったことから、2005年2月27日の同番組や2009年12月16日の『MBSたびぐみ』水曜日でも同様の内容で放送が実現している。
2008年に廃止された寝台急行銀河号のラストラン乗車券を偶然手に入れることができ、B寝台で最後の旅を経験している。この模様は、MBSテレビの情報番組『ちちんぷいぷい』で大々的に放送された。
2009年度のナイターオフ期間には、『MBSたびぐみ』で水曜日のパーソナリティを担当。「水曜は鉄どうでしょう」をテーマに、自らの乗車・取材経験を交えながら、鉄道に対する知識や見識を存分に披露した。 2010年度の同番組でも、「レールウェイ・パーソナリティ」と称しながら、引き続き水曜日のパーソナリティを担当。2011年度には、「レールウェイ・ジャーナリスト」との肩書で金曜日のパーソナリティを務めていた。
2010年5月27日の『ちちんぷいぷい』で京都市電のレールが京都市営地下鉄・烏丸御池駅で発売されることが放送された。そこで、番組が馬野にこのことについて聞いたところ「レールのカーブの部分がたまらないですよね」と答えた。スタジオにいた出演者達は「わからない」と言っていた。2011年6月には、プロ野球中継で訪れた富山県において、富山ライトレールと万葉線の路面電車に乗車。日本国内で路面電車を運営する20事業体（数値は当時）保有の路線をすべて踏破した。
トワイライトエクスプレス（JR西日本が大阪駅-札幌駅間で運行していた寝台特急列車）の最終運行日になった2015年3月12日（木曜日）には、札幌発上り列車の発車時刻（14:06）が『ちちんぷいぷい』の第1部（北海道放送との同時ネットパート）と重なったことから、札幌駅ホームからの生中継リポーターとして発車の瞬間を実況。空路での帰阪を経て、翌13日（金曜日）には、大阪駅のホームでこの列車が到着（12:55）した模様を取材した。当日の同番組第1部では、その模様の報告を兼ねて、北陸新幹線（JR西日本が翌々日から営業運転を開始）の解説をスタジオで担当した。
その一方で、2017年3月までは、「毎日新聞」大阪本社発行版に月に1回のペースで「線路はつづくよ」というコラムを執筆。休日には、阪急電鉄の車掌アナウンス研修にアドバイザーとして関わったり、同社内のアナウンスコンクールで審査員を務めたりしている。2019年2月6日放送分の『ちちんぷいぷい』では、10年以上にわたって審査に携わる阪急電鉄社内での車掌コンテストの模様を、日本国内のテレビ番組で初めて紹介した。
なお、アナウンスセンター長時代の2021年4月8日からは、「馬野雅行　鉄学の道」（鉄道の話題に特化したPodcast向け音声コンテンツで毎週木曜日に新録分を配信）のパーソナリティも単独で担当。2023年2月16日で通算の配信回数が100回に達したほか、制作と配信を担うMBSラジオでは、スピンオフ方式による同名の特別番組を2022年度から随時放送している。

## 現在の担当番組

### フリーアナウンサー時代
- ニッポン放送ショウアップナイター（2025年4月 - 、ニッポン放送）[9]
- BS12 プロ野球中継（2025年6月10日。西武対阪神戦で副音声の阪神応援実況を担当）

### 毎日放送時代
テレビ・ラジオのスポーツ中継
※1990年3月28日の第62回選抜高等学校野球大会1回戦・高松商×鳥取西戦のラジオ中継で実況デビュー。以降は、プロ野球、ゴルフ、陸上競技、バレーボールなどの中継で実況を担当している。
※プロ野球では、1990年10月4日の近鉄×ダイエー戦（藤井寺球場）のラジオ中継から実況を担当。2003年5月9日の横浜×阪神戦（横浜スタジアム）ラジオ中継では、3回表に阪神の濱中治・片岡篤史およびジョージ・アリアスが3者連続本塁打（平成の3連発）を放った瞬間を実況した。
※CS放送のGAORAでは、主に選抜高校野球やバレーボール中継の実況を担当している。
※JNN（全国）ネット実況は、男子ゴルフのインターナショナルツアー・ダンロップフェニックストーナメント（MRTと共同制作）を、2001年から2023年の50回記念大会まで担当。その他には、2015年よりTHE QUEENS presented by KOWA（前身である日韓女子プロゴルフ対抗戦の2007年と2009年の実況も担当）ではメイン実況。サン・クロレラクラシック（北海道放送制作・2012年より）ではホール担当として出演した事がある。プロ野球実況に関しては2006年頃まで甲子園球場で行われている阪神×巨人戦の全国ネット実況を担当していたが、現在はローカル中心（2016年4月26日に中継の同カードにて約10年ぶりに全国ネット実況を務めた）。男子ゴルフ・つるやオープンは1998年から2009年まで、LPGA・ミズノクラシック（現・TOTOジャパンクラシック）は2009年から2014年まで、ヴァーナルレディース→フンドーキンレディース→ほけんの窓口レディース→RKB×三井松島レディス（RKB毎日放送制作）では2008年から2017年までと2023年にメイン実況を担当。
※2019年にはアナウンス部長への就任後も担当を継続していたが、2020年には担当の機会を制限。プロ野球中継では、阪神主催試合の一部カードで試合後の監督インタビューを担当するだけにとどめていた。2020年甲子園高校野球交流試合で実施していたインターネット向けのライブ配信では（シニアスタッフの美藤啓文・赤木誠を含めた）毎日放送のスポーツアナウンサーでただ1人実況の担当を見送っていた。
※2021年の第93回選抜高等学校野球大会中継から野球中継での実況を再開していたが、2024年に高校野球・プロ野球中継での実況を相次いで勇退。本人が勇退を前に明かしたところによれば、「テレビ・ラジオを通じて1000以上、プロ野球の中継に限れば600以上、選抜高校野球の中継に限れば400以上の試合を実況した」とのことである。

#### テレビ
- 痛快!明石家電視台
  - 2006年10月1日放送分の「痛快!明石家電視台 in 韓国・済州島 サン様ファミリー大集合スペシャル」で、「明石家ビッグ3ゴルフ」の実況を担当した。
  - 2014年以降は、年に1～2回放送される「MBSアナウンサー大集合スペシャル」に、アナウンサーの1人として出演している。「MBSアナウンサー26人大集合スペシャル」（2014年4月7日放送分）では、「鉄道ファン」として知られる中川家・礼二の前で電車の車内アナウンス、2016年の「MBSアナウンサースペシャル第1弾」（同年8月8日放送分）では即興で実況を披露した。
- よんチャンTV（不定期）
  - スポーツ・鉄道関連の話題を扱う場合にコメントを随時寄せているほか、2021年10月の第4週（18 - 22日）に放送の「5ストーリーズ」（自分の大好きなものに関わる人物などを5日間にわたってスタジオで紹介する企画）では、（毎日放送の放送対象地域である）近畿地方で運行中のケーブルカーの魅力や仕組みを直々に解説している。
- MBSニュース（不定期・プロ野球シーズンでも担当）

#### ラジオ
- MBSベースボールパーク（前身の『毎日放送ダイナミックナイター』→　『MBSタイガースナイター』→　『MBSタイガースライブ』時代から実況・ベンチリポーターを担当）
- MBSニュース（不定期、プロ野球シーズンでも担当）
  - 宿直勤務も随時担当。『子守康範 朝からてんコモリ!』が午前5時から放送されていた時期（2009年4月 - 2019年6月）には、5時台で放送していた『子守康範 朝からてんコモリ!　5時ですよ～』に定時ニュースを内包していたため、宿直勤務の一環で当該時間帯のニュースを読み終えた後に、子守との間で鉄道談議を繰り広げることが多かった。
- 豊永真琴のMBSミュージックパーク（2021年6月からパートナーとして随時出演）
- Mラジ新春寄席（2023年から出演）
  - 2023年（1月3日放送分）に「鉄道と旅」というテーマが設けられたことを背景に、前年（2022年）まで先輩アナウンサー（当時はシニアスタッフ）の柏木宏之（2023年2月28日付でシニアスタッフとしての任期を満了）が務めてきた「席亭」（進行役）を担当。2023年・2024年（1月2日放送分）とも、「上方落語界きっての鉄道ファン」とされる桂しん吉が落語を披露した音源や、しん吉との対談を収録した音源などが流れている。
- コトノハ（不定期で出演）
  - 「コトノハ」（言葉）にこだわった毎日放送アナウンサー室制作の事前収録番組で、2021年10月4日から毎週月曜日の夜間（2023年9月25日までは21:45 - 22:00 → 同年10月2日以降は21:30 - 21:45）に放送。

この他にも、新型コロナウイルスへの感染拡大を背景に2020年4月から一時放送されていたステーションジングル「心のおまもり MBSラジオ」のアナウンスも担当。

#### ポッドキャスト
- 馬野雅行 鉄学の道（「MBSラジオ ポッドキャスト」で2021年4月8日から毎週木曜日に配信）
  - 配信回によっては、鉄道会社の関係者や、毎日放送以外の放送局に勤務する「鉄道ファン」の現役アナウンサーがゲストで出演。MBSラジオでは、同名の1時間番組を以下のように放送している。
    - 2022年5月22日（日曜日）『「馬野雅行 鉄学の道」臨時急行　関西鉄道サミット』
      - 関西地方を中心に「鉄道ファン」で知られる斉藤雪乃（タレント）と村瀬哲史（東進ハイスクール地理科講師）をゲストに迎えて、20:00 - 21:00に放送。当日は日本プロ野球（NPB）のレギュラーシーズン中であったが、当該時間帯にはナイトゲームが最初から一切組まれていなかった。

    - 2023年2月6日（月曜日）『「馬野雅行 鉄学の道」ドリーム』
      - 自身と同じく「鉄道ファン」を公言している茅野正昌（RKB毎日放送のスポーツアナウンサー）と、毎日放送の報道情報局で鉄道・経済関連の取材を担当している山本美紗子記者をスタジオに迎えて『MBSマンデースペシャル』枠（19:00 - 20:00）で放送。「夢」を意味する「ドリーム」をサブタイトルに入れたのは、馬野の「夢」（車両の運転体験）がポッドキャスト版の配信100回記念企画（能勢電車）で実現したことによる。

## 過去の担当番組

### テレビ
- MBSナウ（月～水、1994年9月5日～1997年9月24日、メインキャスター）
  - 当時の先輩（MBSアナウンサー）だった子守が平日版（月～金曜日）のメインキャスターへ就任することが内定していたため、当初は馬野の起用を予定していなかった。しかし、諸事情によって、馬野が週の前半、当初土曜版にのみ出演する予定だった加藤康裕が週の後半（木～土曜日）にメインキャスターを担当する体制へ急遽変更された。
- VOICE（月～水、2006年4月3日～2009年3月25日、メインキャスター）
  - 『MBSナウ』のメインキャスター時代と同じく、週の後半にはスポーツアナウンサーとしての活動を優先していた。
- あどりぶランド
- ラグビー、アメリカンフットボール、サッカー各中継（野球などは現在も担当）
- 全国高校ラグビー大会ハイライト（全国ネット、1996年度・1997年度の司会進行役）
- ごるふる（2014年1月～3月、関連会社のGAORAで先行放送） - 当時入社1年目だった豊崎由里絵アナウンサー（2019年10月で退社）と共にMCを担当。
- ちちんぷいぷい

※鉄道関係の中継・取材で不定期出演。2010年1月から3月までは、『MBSたびぐみ』水曜日のテレビ版として、「週末ウォーカー」（金曜日のVTR取材コーナー）を隔週で担当していた。担当期間の終了後も、鉄道関係の話題を扱う場合には、スタジオで解説役を担当。2017年度からは、「行けばわかるさ 絶景散歩」（金曜日第1部のロケコーナー）のリポーターを毎日放送のアナウンサーが毎週交互に務める関係で、鉄道関連の絶景にちなんだ企画の立案・リポート・スタジオ報告を一手に担うことがあった。ちなみに、いずれの企画でも、VTRを紹介する場合には車掌風の口調による「VTR、出発進行!」というコールを必ず入れていた。
※2010年1月26日（火曜日）には、番組初のCD「すごくおいしいうた」（ベストアルバム、同月20日全国発売）に関する特別企画で、毎日放送本社1階アトリウムからの生中継に出演。同アルバムのオリコン・ウィークリーアルバムチャート初登場順位発表の模様を伝えた。以降も、番組プロデュースのCDシングルを出すたびに、「ミスター緊張感」との称号を受けながら同様の趣旨でオリコンチャート初登場の順位を発表していた。
- ミント!

※2019年10月1日から2021年3月まで、「Newsミント!」（『MBSナウ』『VOICE』の流れを汲む関西ローカルニュースパート）と「今日のニュース　大事なトコロに赤えんぴつ」（同年3月まで『VOICE』を放送していた18時台に新設されたニュースパート）の火曜分でニュースナレーターを担当。他のコーナーのナレーションや、ロケリポートで出演することもあった。
※2020年4月3日からは、「密着　朝駆け夜討ち」（金曜日18時台の密着取材企画）取材VTRのナレーションも担当。『おうちにいようよ（→あしたのために） ちちんぷいぷい&ミント!』（新型コロナウイルスへの感染拡大防止策の一環で2020年4月20日から5月29日まで編成）では同コーナーが放送されないため、火曜日に「Newsミント!」のニュースナレーター、金曜日に「聞いてよ大吉!今日の拡散希望さん」（後輩の大吉洋平が進行する特別企画）のナレーターを務めていた。
- コトノハ図鑑（不定期）
  - 所属する毎日放送アナウンサー室の企画番組で、2018年10月15日放送分の「鉄道のコトノハ」（自身の提案による調査企画）では、後輩の高井美紀と共に南海電気鉄道の研修センターを取材した。
  - 後継企画の「へぇ～のコトノハ」（2020年4月から2021年3月まで『ちちんぷいぷい』月・水曜日→水曜日に放送）については、アナウンス室長としての職務を優先するなどの事情から、調査ロケを含めて出演を見合わせた。
- あす開幕! みんなの甲子園スペシャル～出場32校の笑顔を集めました～
  - 2020年甲子園高校野球交流試合（第92回選抜高等学校野球大会へ出場する予定だった全32校による招待試合）の開幕直前に編成された特別番組で、毎日放送では開幕前日（8月9日）の15:00 - 17:00に関西ローカルで生放送（関連会社のGAORAでは当日の夜と翌10日の第1試合直前に編成）。招待校紹介のナレーションを担当した。ただし、前述したように、交流試合のインターネット向けライブ配信では実況を見送っている。

### ラジオ
- 毎日カルチャースペシャル ラジオウォーク（1990年、リポーター）[15]
- MBS激論スタジアム （ナイターオフ番組）
- ノムラでノムラだ♪ EXトラ! （主に阪神タイガース関連の情報コーナーへ出演）
  - 2009年には、メインパーソナリティ・野村啓司の休暇時に、野村の代役として全編に登場した。
- MBSたびぐみ とっておき旅ラジオ（2009年度～2011年度ナイターオフ番組、パーソナリティ）
  - 2010年度までは水曜日、2011年度のみ金曜日を担当。
- MBSとらぐみタイガースライブ!火曜日（2010年・2011年度のナイターオフ番組、「とらぐみアナ」として進行・取材を担当）
- with…夜はラジオと決めてます火曜日パートナー（2012年度のナイターオフ番組）
  - 2013年2月12日の放送を、インフルエンザへの罹患による体調不良で休演。本来は火曜日のスポーツキャスターである森本が、全編にわたってパートナー代理を務めた。馬野が体調不良でレギュラー番組を休んだのは、テレビ・ラジオを通じて、毎日放送への入社以来初めてである[16]。
- 茶屋町プレミアムナイト（2013年・2014年度のナイターオフ番組、火曜日スポーツキャスター）
- withタイガース　カワスポサタデー運動部!（2013年度のナイターオフ番組、「記者」の肩書で週替わり出演）
- with Tigers MBSベースボールパーク みんなでホームイン!（2015年度・2016年度のナイターオフ番組）
  - 2015年度には、日替わりレギュラーのスポーツアナウンサーが休演する場合に随時代演していた。2016年度には、一枝修平（毎日放送野球解説者）とのコンビで、日曜放送分へ月に1回レギュラーで出演。『MBSベースボールパーク みんなでスポーツ総決算!』（2015年度以降の年末特別番組）でも、一部の時間帯で生放送を進行するほか、事前収録企画でインタビュアーを務めている。
- 桜井一枝&井上雅雄のるんるん土曜リクエスト（2017年4月 - 2020年3月）
  - プロ野球シーズン中に放送する『延長スペシャル』を含めて、同僚のスポーツアナウンサー・井上雅雄が出演できない場合に、桜井と共にパーソナリティを担当。この場合には、番組タイトルを『桜井一枝&馬野雅行のるんるん土曜リクエスト（延長スペシャル）』に変更した。
  - 2020年3月28日から放送中の後継番組『豊永真琴のMBSミュージックパーク』では、スポーツアナウンサーが週替わりで豊永真琴のパートナーを務めているが、馬野自身は2021年5月までパートナーから外れていた。
- あどりぶラヂオ（2018年4月 - 2019年6月）
  - 1993年4月から出演していた『ヤンタンMUSICネトランジェ』の終了（同年12月）以来およそ24年振りに、深夜の生放送番組でパーソナリティを担当。不定期ながら、プロ野球シーズン中にも出演することがあった。
- MBSヨル隊「ナジャ・グランディーバのレツゴーフライデー」（2017年度以降のナイターオフ夜ワイド番組） - 「ナジャじゃジャーナル」（18時台）のキャスターを担当（亀井希生、古川圭子と共に2022年度まで全シーズン皆勤。また理由は不明だが、馬野の出演時期はいずれも年が明けてから）。
- たこ焼ベースボールパーク（2020年4月5日 - 6月28日、毎週日曜日21:30 - 22:00）
- ザ・村瀬哲史ゼミナール（2020年4月14日の18:00 - 21:00に生放送） 
  - 鉄道の話題を扱った「2時限目」（19時台）で、自身と同じ鉄道ファンの村瀬と共演。鉄道ファンであることを毎日放送で公にするまでの経緯や、「鉄どうでしょう」時代の思い出話などを語った。
- 板東英二のおばあちゃんと話そう（2020年5月3日・10日）
  - 本来のアシスタントである関岡が胃腸炎で収録を休んだことから、アシスタント代理として出演。
- 〜MBS茶屋町ゴルフ倶楽部〜Sunday Morning Shot!（2020年10月4日 - 2023年9月25日） - 『板東英二のおばあちゃんと話そう（第2期）』の放送枠を継承した番組で、ゴルフ中継班でも部下に当たる井上雅雄・金山泉・川地洋平と交互にパーソナリティを担当。
- 「夕方もポチっとMラジ」（平日の夕方における生ワイド番組のレーベル枠）
  - 森たけしのスカタンラジオ（2023年2月21日・9月19日）
    - 『馬野雅行 鉄学の道』のゲストに招くほどの鉄道ファンである斉藤雪乃が「助役」（森たけしのパートナー）を務めている縁で、「雪乃の館」（斉藤が主に進行するコーナー）にゲスト出演。9月19日放送分では、山本豊福（大井川鐵道の広報担当者で、当日に収録していた『鉄学の道』のゲスト）と揃って「雪乃の館」へ出演した後に、エンディングパートまで単独で登場した。

  - ポチっとMini枠（2023年9月18日  - 21日）
    - 毎日放送のアナウンサーなどが週替わりでパーソナリティを務める事前収録番組。アナウンサーが単独で出演する週の放送での企画「喜怒哀楽っくミュージック」に加え、馬野がパーソナリティを担当した上記の4日間のみ、当コーナーのエンディングで「馬野雅行 今日の鉄学」（『鉄学の道』との連動企画による、鉄道に関する豆知識を紹介するミニコーナー）を特別に設けていた。なお9月19日には『森たけしのスカタンラジオ』内（16:52 - 17:00）で放送。

以下の番組では、現在の同僚アナウンサーでもある古川圭子とレギュラーで共演。
- ヤンタンMUSICネトランジェ（1993年4月 - 12月、水曜日パーソナリティ）
- 特集1179（2005 - 2007年度のナイターオフ番組、キャスター）

## 関連人物
- 来栖正之
- 橋本佐与子
- 西村麻子
- 大八木友之
- 高井美紀
- 田丸一男
- 古川圭子
- 岩城潤子
- 加藤康裕
- 平松邦夫
- 山中真
- 前田阿希子
- 河本光正
- 水谷勝海
- 城野昭
- 三宅定雄
- 結城哲郎
- 美藤啓文
- 赤木誠
- 森本栄浩
- 仙田和吉
- 近藤亨
- 井上雅雄
- 伊藤広
- 金山泉
- 子守康範
- 越智暁
- 深澤弘
- 青木功
- 今出東二
- 徳光和夫
- 大澄賢也（大学の同級生）
- 河内孝博（同上、元北陸放送。JNN・JRN系列アナウンサーとしての同期生）
- 堺正幸
- 松井愛
- 澤口実歩

以下はいずれも、『馬野雅行　鉄学の道』でゲストに招いた「鉄道ファン」の現職アナウンサー（出演時点）。
- 茅野正昌（RKB毎日放送） - 『MBSたびぐみ』での「鉄どうでしょう」（馬野出演日の鉄道関連企画）をベースに、2012年4月から『旅ラジ 出発進行!』（鉄道関連の話題と情報に特化した通年放送のラジオ番組）のプロデューサーとパーソナリティを兼務。
- 谷川恵一（北陸放送）-  馬野も、『有限会社　タニカワ旅行社』（谷川がパーソナリティを務める同局のラジオ番組）の2021年10月11日・18日放送分に電話でゲスト出演。
- 山本隆弥（読売テレビ） - 茅野・谷川と違って、毎日放送グループが所属していないネットワーク（日本テレビ系列）加盟局の現職アナウンサーながら、鉄道模型の収集と鉄道を利用した旅行が趣味であることを公言している縁で出演。